# Mireille Miller-Young
Mireille Miller-Young (geboren 1976) ist eine US-amerikanische Professorin für feministische Studien an der University of California, Santa Barbara. In ihrer Forschung untersucht sie Kriterien von Rasse, Geschlecht und Sexualität in audiovisuellen Medien mit einem Fokus auf die Sexindustrie in den Vereinigten Staaten. Sie bezeichnet sich selbst als „akademische Pornografin“, ein ursprünglich von Sander L. Gilman geprägter Begriff.

## Akademische Laufbahn
Miller-Young absolvierte zunächst ein Bachelor-Studium an der Emory University in Geschichte und African American studies und wechselte dann an die New York University mit dem Fach Geschichte. Nach dem Abschluss als Master of Arts promovierte sie in amerikanischer Geschichte mit einem Schwerpunkt auf der Geschichte des 20. Jahrhunderts und der Afrikanischen Diaspora bei dem Anthropologen Robin D. G. Kelley. Nachfolgend wurde sie in das Fellowship-Programm des Präsidenten der University of California aufgenommen. Sie ist Associate Professor of Feminist Studies (Außerordentliche Professorin für Feministische Studien) und Mitglied der Fakultäten für Film and Media Studies, Black Studies, History, and Comparative Literature der University of California, Santa Barbara.
Von 2019 bis 2020 war sie Harvard Fellow beim W. E. B. Du Bois Research Institute am Hutchins Center for African & African American Research und von 2020 bis 2021 Visiting Fellow am ICI – Institute for Cultural Inquiry in Berlin.
Sie ist Mitbegründerin der New Sexualities Research Focus Group wie auch des Black Sexuality Studies Collective der University of California, Santa Barbara und des Black Sexual Economies Collective der Washington University School of Law am Center for the Interdisciplinary Study of Work and Social Capital in St. Louis. Sie ist Mitherausgeberin der Zeitschriften Porn Studies und Signs, sowie der Fachbuchserien Screening Sex (Edinburgh University Press) und Feminist Media Studies (University of Illinois Press).
Als Expertin ist Mireille Miller-Young in verschiedenen Dokumentarfilmreihen vertreten, etwa in drei Episoden der Netflix-Serie Die Geschichte der Schimpfwörter (2021) von Ves D'Elia, in der Netflix-Serie Explained (2018: The Female Orgasm) und der Serie Sex-TV (2006: Black/White: Sex, Race & Profit/Mimi 4 Governor).

## Forschungsschwerpunkte
In ihrer Dissertation A Taste for Brown Sugar: Black Women in Pornography aus dem Jahr 2014 untersuchte Miller-Young die Geschichte der schwarzen Frauen in der Pornobranche mit ethnografischen Methoden. Das Buch wurde bei seiner Veröffentlichung als Grundlagenwerk wahrgenommen, das die marginalisierte Geschichte Schwarzer Sexarbeiterinnen in der Pornoindustrie aufzeige und dieses zugleich mit der afro-amerikanischen Frauenbewegung und dem größeren Zusammenhang der Geschlechterpolitik verknüpfe. Die Rezensentin LaShawn Harris beschrieb A Taste for Brown Sugar als „wichtigen Beitrag zu der aufkommenden Forschung im Bereich der Geschichte Schwarzer Frauen und der Sexarbeit. Als erste wissenschaftliche Darstellung der Bilder, Darbietungen und Arbeit schwarzer Frauen in der amerikanischen Pornoindustrie“ weiche Miller-Young von etablierten Forschungsmeinungen ab, die „Pornografie als Förderung des männlichen sexuellen Begehrens“ verstünden „und gleichzeitig sexuelle Gewalt gegen Frauen zur Ware“ machten.
L. H. Stallings lobte seine „rigorose Wissenschaftlichkeit“. Joana Lamstein beschrieb es als einen „bemerkenswerten Text, der kritische Rassenstudien, feministische Studien, Sexualitätsstudien und Filmstudien auf Schwarze Frauen in der Pornografie anwendet“ und empfahl das Buch als „Pflichtlektüre“, die „geschickt auf der Arbeit feministischer Wissenschaftlerinnen wie Angela Davis, Saidiya Hartman und Celine Parrenas Shimizu“ aufbaue.
Miller-Young arbeitet an der Schnittstelle von Geschichte, feministischer und Queer-Theorie, Medienwissenschaft, Arbeitswissenschaft und Archiven. Zu ihren aktuellen Projekten gehören ein Manuskript mit dem Titel Ho Theory: Hustling, Hypersexuality, and the Erotics of Race, Beiträge zu The Black Erotic Archive und Beiträge zum The Sex Worker Oral History Project.

## Auseinandersetzung mit Abtreibungsgegnerinnen
Miller-Young geriet im Jahr 2014 in die Medien, als sie am 4. März des Jahres, zusammen mit Studierenden ihrer Abteilung, Abtreibungsgegnerinnen der Gruppe Survivors of the Abortion Holocaust auf dem Universitätscampus konfrontierte. Sie entwand einer minderjährigen Demonstrantin ein Schild, das sie später zerstörte. In Interviews sagte Miller-Young, sie habe sich durch Bilder auf dem Schild aufgrund einer bestehenden Schwangerschaft „getriggert“ gefühlt und es als ihr „moralisches Recht“ verstanden, das Bildmaterial aus ihrem Blickfeld zu entfernen. Miller-Young wurde wegen schweren Diebstahls, Körperverletzung und Vandalismus vor dem Santa Barbara County Superior Court angeklagt. Sie plädierte zunächst auf nicht schuldig, änderte dies jedoch im Verfahrensverlauf auf Nolo contendere, einer Besonderheit des amerikanischen Rechtssystems, die weder eine Einlassung auf Schuld noch auf Unschuld darstellt. Im Verfahrensergebnis wurde sie zu 108 Stunden gemeinnütziger Arbeit und drei Jahren Gefängnis auf Bewährung verurteilt, sowie zur Zahlung einer Entschädigung, eines Ordnungsgeldes und zur Teilnahme an einem Antiaggressionstraining.
Der Zwischenfall erregte große öffentliche Aufmerksamkeit und rief Reaktionen im gesamten politischen Spektrum hervor, unter anderem mit einer Berichterstattung in den Fox News, Brandreden rechter Politiker und Kritik liberaler wie auch feministischer Aktivisten und Aktivistinnen. Neben der erwartbaren Kritik konservativer Stimmen war es insbesondere die Frage des Angriffs auf die Meinungsfreiheit durch eine Professorin auf dem Campusgelände einer öffentlichen Universität, die auch liberale und linke Meinungen dominierte, während andere Stimmen die Demonstrantinnen auf dem Campus als übergriffig und nötigend beschrieben.
Der UCSB-Vizekanzler für studentische Angelegenheiten, Michael Young, veröffentlichte einen Brief zu dem Vorfall, der als Rüge an beide an der Auseinandersetzung beteiligten Seiten interpretiert wurde. Landesweit unterzeichneten mehr als 30 Professorinnen und Professoren ein Unterstützungsschreiben für Miller-Young, in dem sie als „sanfte, brillante Mentorin“ beschrieben wurde, die aufgrund ihrer Schwangerschaft  „Opfer der anschaulichen Darstellung von Abtreibungsgegnern“ geworden sei. In einer Kolumne in der Los Angeles Times wurde Miller-Young als „Trottel“ (engl. „sucker“) verunglimpft. Sie sei geradezu in eine Falle der Abtreibungsgegnerinnen getappt, denen der Zwischenfall ein großes Medienecho beschert habe.

## Preise und Auszeichnungen
- 2015: Sarah A. Whaley Book Price der National Women's Studies Association[22]
- 2015: John Hope Franklin Price der American Studies Association[23][24]
- 2019: Distinguished Teaching Award der University of California, Santa Barbara[25]

## Publikationen

### Monografien
- mit Tristan Taormino, Constance Penley, Celine Parreñas Shimizu (Hrsg.): The Feminist Porn Book: The Politics of Producing Pleasure. The Feminist Press at CUNY, New York 2013, ISBN 978-1-5586-1818-3.
  - The Feminist Porn Book Band 2: Die Kunst, Lust zu vermitteln. Louisoder, München 2014, ISBN 978-3-944153-09-4. (deutsch)
- A Taste for Brown Sugar: Black Women in Pornography. Duke University Press, Durham 2014, doi:10.1515/9780822375913-001, ISBN 978-0-8223-5814-5.

### Artikel
- Hardcore desire. Black women laboring in porn – is it just another job? In: ColorLines. Winter 2005/2006, S. 31–35.
- Let Me Tell Ya ’Bout Black Chicks: Interracial Desire and Black Women in 1980s’ Video Pornography. In: Kaarina Nikunen, Susanna Paasonen, Laura Saarenmaa (Hrsg.): Pornification: Sex and Sexuality in Media Culture. Berg Publishers, Oxford 2007, ISBN 978-1-8452-0704-5, S. 33–44.
- Sexy and Smart: Black Women and the Politics of Self-Authorship in Netporn. In: Katrien Jacobs, Mariej Jansen, Matteo Pasquinelli (Hrsg.): C’Lick Me: A Netporn Studies Reader. Institute of Network Cultures, Amsterdam 2007, ISBN 978-90-78146-03-2, S. 205–216. Online
- Hip-Hop Honeys and Da Hustlaz: Black Sexualities in the New Hip-Hop Pornography. In: Meridians: Feminism, Race, Transnationalism. Band 8, Nummer 1. Indiana University Press, 2007, doi:10.2979/MER.2008.8.1.261, ISSN 1547-8424, S. 261–292.
- Putting Hypersexuality to Work: Black Women and Illicit Eroticism in Pornography. In: Sexualities. Band 13, Nummer 2. April 2010. doi:10.1177/1363460709359229, S. 219–235.
- mit Xavier Livermon: Black Stud, White Desire. In: Adrienne D. Davis & The BSE Collective (Hrsg.): Black Sexual Economies: Race and Sex in a Culture of Capital. Reihe: The New Black Studies Series. University of Illinois Press, Champaign, Illinois 2019, doi:10.5406/j.ctvmx3hw6.6, ISBN 978-0-252-08448-5, S. 39–58.